# Leonidas Piaggio
Leonidas Piaggio (* 13. Dezember 1887 in Salto (Uruguay); † 17. Juli 1942 in Buenos Aires) war ein argentinischer Cellist und Musikpädagoge.
Piaggio hatte zunächst Klavierunterricht bei seinem Vater Victor Piaggio. Am Konservatorium von Buenos Aires studierte er dann Cello bei Carlos Marchal sowie Harmonielehre und Komposition bei Alberto Williams. Er erhielt Abschlüsse als Cellolehrer (1904) und in Solfeggio (1905) und erhielt 1906 und 1907 Goldmedaillen als Instrumentalist. Er unterrichtete am Instituto Musical "Maffioli y Solá", dem Conservatorio de Música de Buenos Aires, dem Conservatorio de Música de San Martín und dem von seinem Vater gegründeten Conservatorio Piaggio, dessen Leitung er 1919 übernahm.
Als Solist unternahm Piaggio Konzertreisen durch Argentinien, Uruguay und Brasilien. Zudem war er Mitglied des von Edmundo Weingand gegründeten Cuarteto Diapasón, mit dem er u. a. 1918 den Zyklus Historia del Cuarteto bei der Sociedad Wagneriana und 1921 eine Gesamtaufführung der Streichquartette Ludwig van Beethovens bei der Sociedad Argentina de Música de Cámara y Sinfónica spielte. Auch seine Geschwister Celestino, Amelia, Leonor und Elsa Piaggio wurden als Musiker bzw. Musikpädagogen bekannt.

## Quelle
- Música Clásica Argentina - Leonidas Piaggio

| Personendaten    | Personendaten                            |
| ---------------- | ---------------------------------------- |
| NAME             | Piaggio, Leonidas                        |
| KURZBESCHREIBUNG | argentinischer Cellist und Musikpädagoge |
| GEBURTSDATUM     | 13. Dezember 1887                        |
| GEBURTSORT       | Salto (Uruguay)                          |
| STERBEDATUM      | 17. Juli 1942                            |
| STERBEORT        | Buenos Aires                             |